# Cosmo Hamilton
Cosmo Hamilton, nato Henry Charles Hamilton Gibbs (West Norwood, 29 aprile 1870 – Guildford, 14 ottobre 1942), è stato un commediografo e scrittore britannico.

## Biografia
Nato in Inghilterra nel 1870, quando cominciò a scrivere prese il nome da nubile della madre. È autore di dozzine di romanzi che pubblicava a cadenza annuale. Dai suoi lavori vennero tratti numerosi film. Scrisse anche per Broadway e lavorò come sceneggiatore.

## Vita privata
Era il fratello degli scrittori A. Hamilton Gibbs e Sir Philip Gibbs. Durante la prima guerra mondiale, fu arruolato come tenente nel Royal Naval Air Service.
Si sposò due volte: la prima con Beryl Faber, nata Beryl Crossley Smith, la sorella dell'attore C. Aubrey Smith, che morì nel 1912. La seconda, con Julia Bolton, che era stata sposata con il commediografo Guy Bolton.

## Spettacoli teatrali
- The Proud Laird (Broadway, 24 aprile 1905)
- The Catch of the Season (Broadway, 28 agosto 1905)
- The Belle of Mayfair (Broadway, 3 dicembre 1906)
- The Hoyden (Broadway, 19 ottobre 1907)
- The Master Key (Broadway, 4 ottobre 1909)
- The Blindness of Virtue (Broadway, 28 ottobre 1912)
- Flora Bella (Broadway, 11 settembre 1916)
- The Star Gazer (Broadway, 26 novembre 1917)
- Scandal (Broadway, 12 settembre 1919)
- An Exchange of Wives (Broadway, 26 settembre 1919)
- The Silver Fox (Broadway, 5 settembre 1921)
- Danger (Broadway, 22 dicembre 1921)
- The New Poor (Broadway, 7 gennaio 1924)
- Parasites (Broadway, 19 novembre 1924)
- Pickwick (Broadway, 5 settembre 1927)
- Caste (Broadway, 23 dicembre 1927)

## Filmografia
- The Blindness of Virtue, regia di Joseph Byron Totten - romanzo e lavoro teatrale (1915)
- Scandal, regia di Charles Giblyn - romanzo (1917)
- The Sins of the Children, regia di John S. Lopez - romanzo (1918)
- Day Dreams, regia di Clarence G. Badger - storia (1919)
- Who Cares?, regia di Walter Edwards - romanzo (1919)
- Restless Souls, regia di William C. Dowlan - sceneggiatore (1919)
- One Week of Life, regia di Hobart Henley - storia (1919)
- Men, Women, and Money, regia di George Melford - storia (1919)
- The Miracle of Love, regia di Robert Z. Leonard - romanzo (1919)
- Eve in Exile, regia di Burton George - romanzo (1919)
- Duke's Son, regia di Franklin Dyall - romanzo (1920)
- The Week-End, regia di George L. Cox - storia (1920)
- Midsummer Madness, regia di William C. de Mille - romanzo (1920)
- The Door That Has No Key, regia di Frank Hall Crane - romanzo (1921)
- The Princess of New York, regia di Donald Crisp - romanzo (1921)
- Wealth, regia di William Desmond Taylor - storia (1921)
- Reckless Youth, regia di Ralph Ince (1922)
- The Rustle of Silk, regia di Herbert Brenon - romanzo (1923)
- Gli amori di Sonia (The Love of Sunya), regia di Albert Parker - didascalie (1927)